# Kościół Zbawiciela w Bielsku-Białej

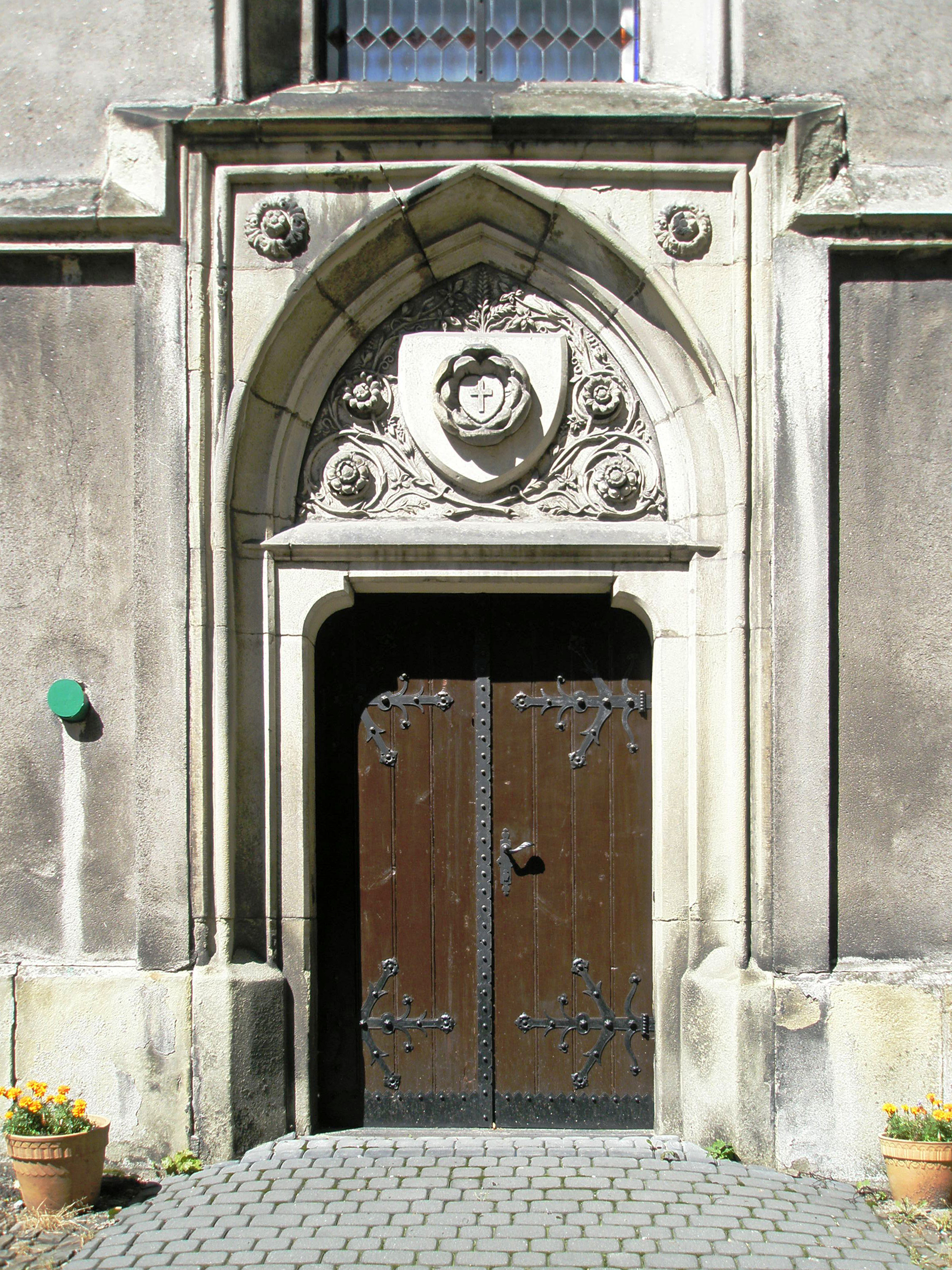
Neogotycki portal boczny z lat 1782-1790

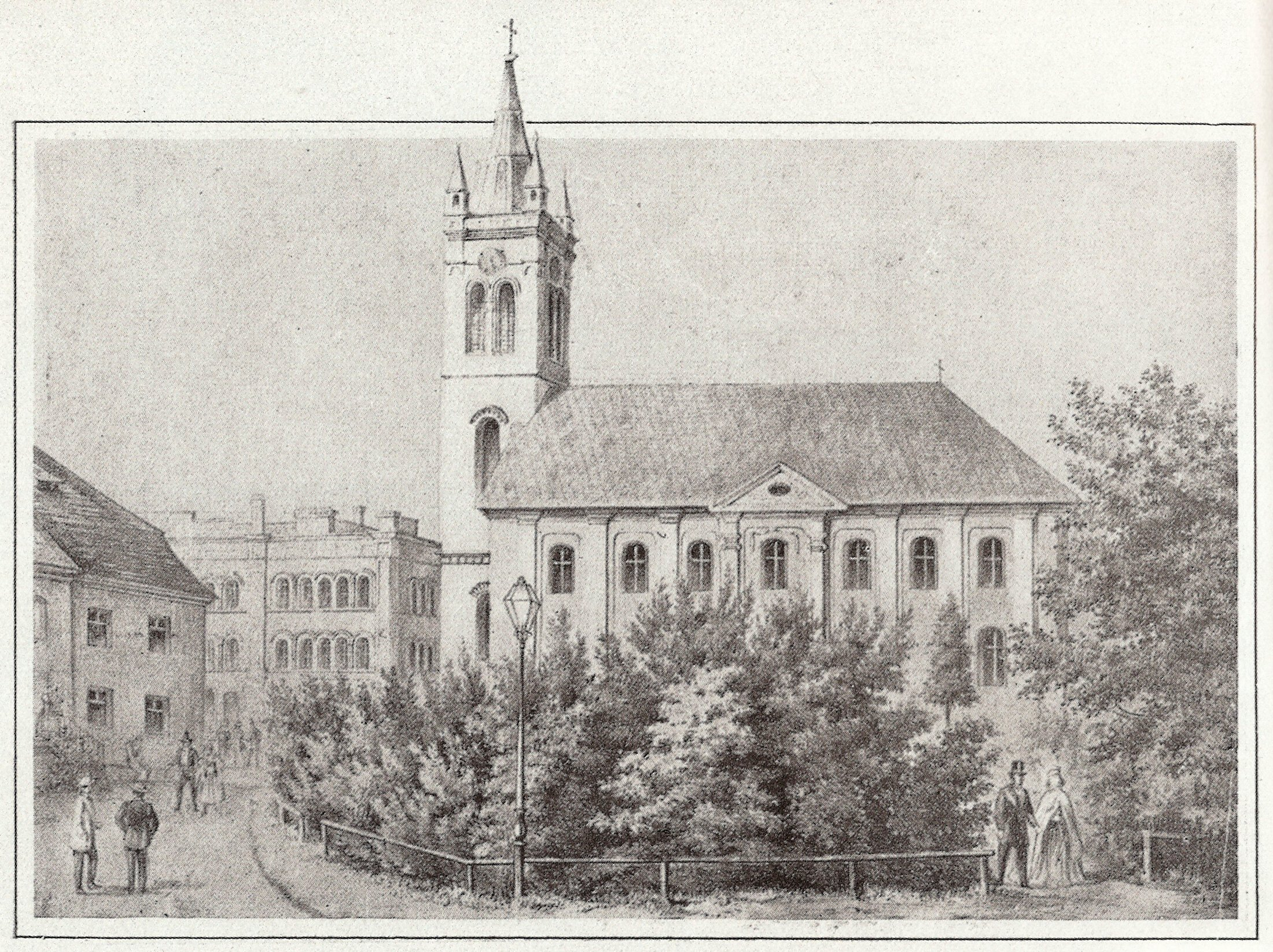
Kościół Zbawiciela ok. roku 1860

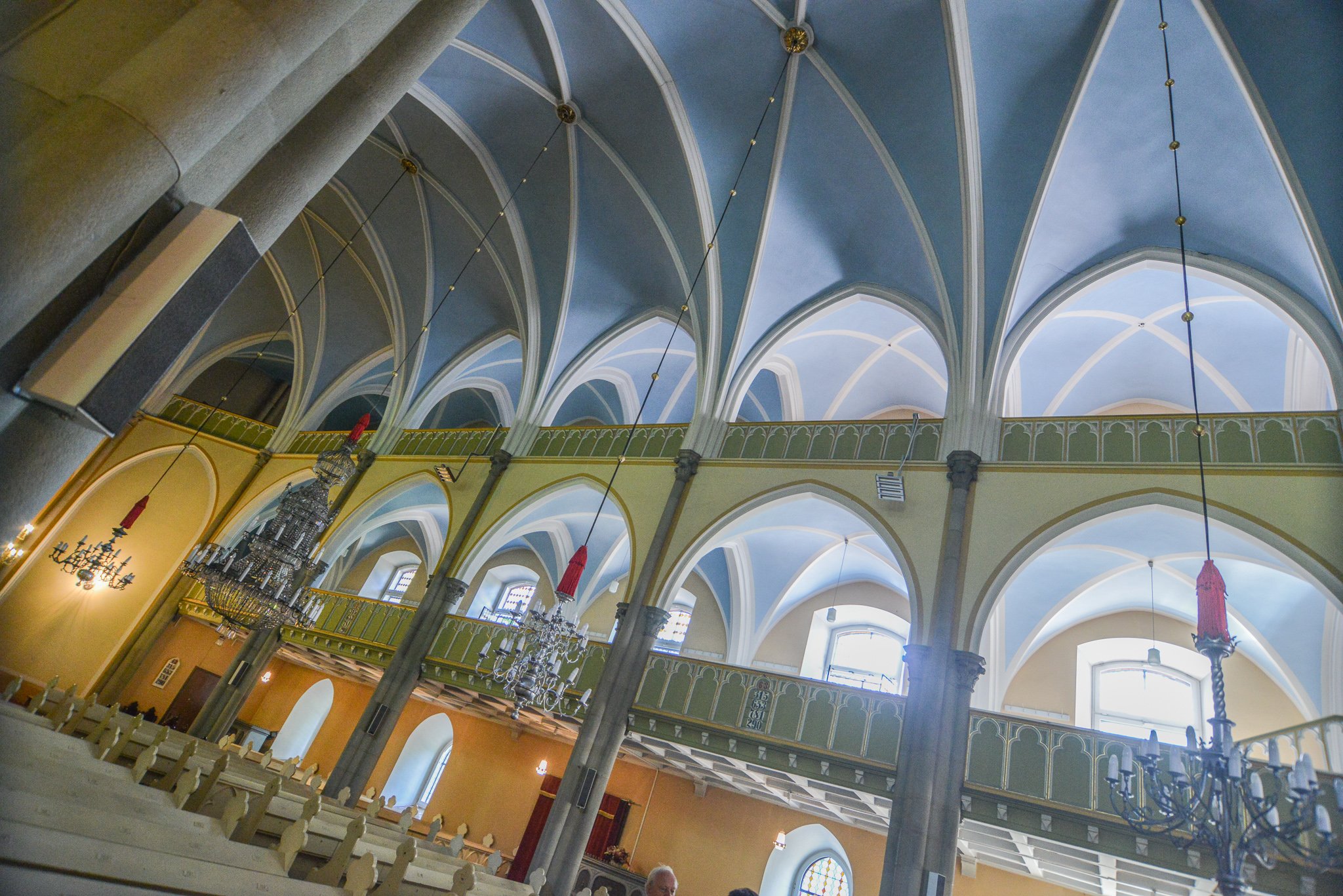
Wnętrze Kościoła Zbawiciela

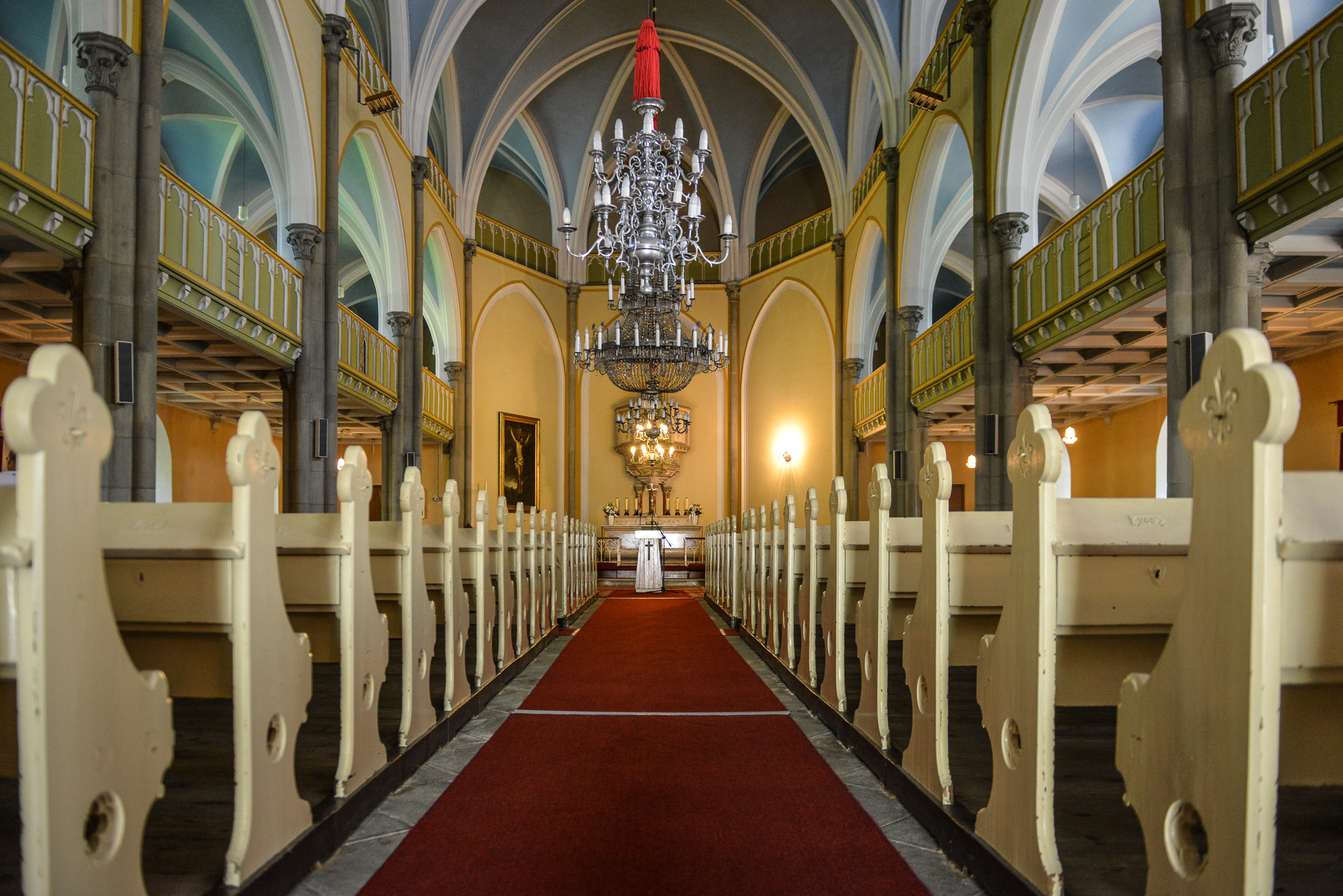
Wnętrze świątyni

Kościół Zbawiciela w Bielsku-Białej – zabytkowy kościół ewangelicko-augsburski znajdujący się w Bielsku-Białej, na placu Marcina Lutra, w centralnej części Bielskiego Syjonu. Jest kościołem parafialnym Parafii Ewangelicko-Augsburskiej Zbawiciela w Bielsku-Białej, a także kościołem biskupim diecezji cieszyńskiej Kościoła Ewangelicko-Augsburskiego. Nie nosi tytułu katedry, którego pragmatyka służbowa kościoła ewangelicko-augsburskiego nie przewiduje. Świątynia powstała w latach 1782-1790, a jej obecny, neogotycki, kształt pochodzi z czasów przebudowy w latach 1881-1882.

## Historia
13 października 1781 r. cesarz Józef II Habsburg ogłosił patent tolerancyjny dla ewangelików, dzięki któremu mogli oni m.in. wznosić świątynie i tworzyć własne szkoły. Przystąpiono do tego również w Bielsku, będącym w XVII w. najsilniejszym ośrodkiem protestanckim na Śląsku Cieszyńskim. Z dolnego pastwiska miejskiego, znajdującego się na północ od istniejących jeszcze murów miejskich, wykupiono od Adama Klimkego sporych rozmiarów teren, na którym rozpoczęto budowę świątyni i szkoły ewangelickiej. Obszar ten nazwano Bielskim Syjonem, przywołując na pamięć Syjon w Jerozolimie jako prawzór świętego miejsca i skupionej wokół niego społeczności wiernych.
Kamień węgielny pod budowę kościoła ewangelickiego w Bielsku położono 19 marca 1782 r. Praca była zaplanowana na kilka lat. Zanim wykonano fundamenty, postawiono prowizoryczny drewniany dom modlitwy. Drewno na jego budowę ofiarował właściciel Jaworza baron Laszowski. Poświęcenia świątyni dokonał superintendent Jan Traugott Bartelmus w języku niemieckim, kazanie w języku polskim zaś wygłosił ks. Krystian Frohlich. Odtąd w każdą niedzielę odbywały się nabożeństwa oraz spowiedź z komunią świętą i katechizacje. Niemal całe jego wyposażenie było darem członków zboru.
Do prowadzenia nadzoru nad budową murowanego kościoła powołano dwuosobowe kierownictwo „Bau Direktorei” w osobach burmistrza C. Gottlieba Krischke i G. Bartelmussa. Budowa świątyni posuwała się jednak powoli. Po pięciu latach pracy wykończono fundamenty i pierwsze piętro, w następnym roku drugie. Po ośmiu latach, w 1790 r. budowa była na tyle ukończona, że można było już umiejscowić ołtarz i organy oraz wnieść ławki z prowizorycznego domu modlitwy. Wykonano to z pośpiechem, bo wojsko austriackie zajęło stary kościół na magazyn. Ostatecznie prace budowlane i wykończeniowe zakończono dopiero w 1791 r.
Nie mamy dotąd pewności, kto był projektantem kościoła ewangelickiego w Bielsku. Najprawdopodobniej plan budowy sporządził słynny polski architekt Szymon Bogumił Zug. Wykonał on kilka planów kościoła ewangelickiego św. Trójcy w Warszawie. Ewangelicy warszawscy wybrali plan rotundy, a inne odstąpili ewangelikom bielskim.
Z chwilą ukończenia budowy kościół był budynkiem prostokątny bez wieży. 6 czerwca 1808 r. Bielsko padło ofiarą wielkiego pożaru, w wyniku którego spłonęła cała, zarówno drewniana, jak i murowana, zabudowa miasta, w tym zabudowania Bielskiego Syjonu. Szybko przystąpiono jednak do odbudowy i jeszcze w 1808 r. świątynia ponownie zaczęła służyć wiernym.
W 1825 r. w czasie nabożeństwa godowego huragan zerwał część dachu kościelnego nad ołtarzem. Kilka lat później, w 1828 r. pokryto cały dach łupkiem, a na budynkach parafialnych umieszczono piorunochrony. Na nowej szkole wybudowano wieżyczkę i zaopatrzono ją w dzwon i zegar.
W okresie Wiosny Ludów protestanci w monarchii habsburskiej uzyskali pełne równouprawnienie konfesyjne. W latach 1849–1852 dokonano przebudowy bielskiej świątyni ewangelickiej na kształt typowego kościoła, dostawiając od zachodu wieżę o cechach neoromańskich (projektu Emanuela Rosta sen.), czym zapoczątkowano przeorientowanie kompozycji przestrzennej Bielskiego Syjonu wzdłuż osi wschód – zachód.
W 1881 r., w setną rocznicę ogłoszenia Patentu Tolerancyjnego, nastąpiła z inicjatywy ówczesnego proboszcza Ferdynanda Schura przebudowa kościoła w stylu neogotyckim według projektu znamienitego architekta wiedeńskiego Heinricha von Ferstela, twórcy m.in. Kościoła Wotywnego w Wiedniu i ewangelickiego kościoła w Brnie. W tym kształcie Kościół Zbawiciela przetrwał do dziś.
Wieża została w latach 1895-1896 dodatkowo podwyższona według projektu Fryderyka i Karola Schultzów.
Po odzyskaniu niepodległości przez Polskę w 1918 r. w Cieszynie został powołany tzw. seniorat, któremu podlegały wszystkie parafie Śląska Cieszyńskiego do roku 1920, kiedy to nastąpiło przekazanie zborów pod administrację Konsystorza Ewangelicko-Augsburskiego w Warszawie na skutek starań ks. Franciszka Michejdy i Rady Narodowej Księstwa Cieszyńskiego. W 1936 r. cieszyński seniorat przemianowano na diecezję, której katedrą stał się Kościół Zbawiciela w Bielsku, a siedzibą biskupa budynek d. „starej” szkoły ewangelickiej, sąsiadujący ze świątynią.

## Architektura i wnętrza
Kościół Zbawiciela w Bielsku-Białej reprezentuje styl neogotycki. Od strony zachodniej wznosi się wysoka wieża z ośmiobocznym hełmem i półokrągłymi wieżyczkami po bokach. Kościół posiada dwa portale: główny od strony zachodniej zbudowany w latach 1849-1852 i boczny od strony południowej, zbudowany w latach 1782-1790.
Świątynia jest trójnawowa. Posiada sklepienie krzyżowo-żebrowe i dwukondygnacyjne, arkadowe empory. W apsydzie umieszczono ołtarz połączony z amboną. Ta ostatnia pokryta jest baldachimem z iglicą i została na trzech marmurowych kolumnach (aluzja trynitarna), czym przypomina podobnie podpory dawnego kamiennego stołu „Jan” z XVII w. na podmiejskich Błoniach, gdzie w czasach kontrreformacji ewangelicy odprawiali tajne nabożeństwa. Ołtarz z kolei powstał w postaci kamiennej mensy otoczonej balustradą, z ustawionymi na niej kolumnami podtrzymującymi ambonę. Przed nim znajduje się obraz „Ukrzyżowanie Chrystusa” z 1867 r. autorstwa D. Penthera, chrzcielnica ze stożkową pokrywą oraz garnitur neogotyckich krzeseł i foteli.
Świątynię zdobią także organy z 1881 r. i cztery neogotyckie żyrandole z tego samego okresu. W gablotach wystawiona jest kolekcja polskich starodruków protestanckich z Brzegu i Cieszyna – biblie, kancjonały, katechizmy, postylle oraz rękopisy z XVII, XVIII i XIX wieku. W kruchcie znajduje się tablica poświęcona pamięci pastorów ze Śląska Cieszyńskiego i Polski zamordowanych w niemieckich obozach koncentracyjnych w latach 1939–1945.
W sąsiedztwie kościoła powstał w 1900 r. jedyny na terenie dzisiejszej Polski pomnik Marcina Lutra.